# Ambasciatori prussiani in Toscana
L'ambasciatore prussiano in Toscana era il primo rappresentante diplomatico della Prussia nel Granducato di Toscana la cui capitale era Firenze.
Le relazioni diplomatiche iniziarono ufficialmente nel 1820 e rimasero attive sino all'assorbimento del granducato di Toscana nel regno d'Italia nel 1861. Dal 1825 al 1829 le relazioni diplomatiche tra i due paesi vennero gestite dall'ambasciatore prussiano a Torino e dal 1849 al 1855 da quello prussiano presso la Santa Sede a Roma.

## Regno di Prussia
- 1820–1825: Jakob Ludwig Salomon Bartholdy (1779–1825)
- 1825–1829: Residente a Torino
- 1829–1832: Friedrich von Martens (1778–1857)
- 1832–1842: Resident in Turin
- 1842–1849: Karl von Schaffgotsch (1794–1865)
- 1849–1855: Residente a Roma
- 1855–1860: Alfred von Reumont (1808–1887)

1860: Chiusura dell'ambasciata